# Stallikon
Stallikon (auf Schweizerdeutsch «Stallike») ist eine politische Gemeinde im Bezirk Affoltern (älter: Knonauer Amt, pop. Säuliamt) des Kantons Zürich in der Schweiz.

## Geographie
Zur politischen Gemeinde Stallikon gehören ein grosser Abschnitt des Albisgrates mit dem Üetliberg, dem Berggut Mädikon, der Baldern und Buechenegg sowie der mittlere Teil des Reppischtals mit den Weilern Tägerst, Gamlikon, Aumüli, die Dörfer Stallikon und Sellenbüren sowie Einzelhöfe. Der höchste Punkt der Gemeinde liegt auf dem Üetliberg, dem Hausberg der Stadt Zürich. Der Ortsteil Sellenbüren ist wesentlich grösser als das Dorf Stallikon.

## Geschichte
Die älteste Siedlung auf dem Gebiet der heutigen Gemeinde befand sich auf dem Gipfel des Üetlibergs, dem Uto Kulm. Seit der Jungsteinzeit befand sich dort ein Dorf mit dazugehöriger Befestigungsanlage (Oppidum Uetliberg). Später bauten die Römer dort einen Wachturm. Zuletzt stand dort die Uetliburg, welche von den Alamannen errichtet wurde. Ein ebenfalls schon früh besiedelter Punkt war der Ofengüpf oberhalb von Sellenbüren.

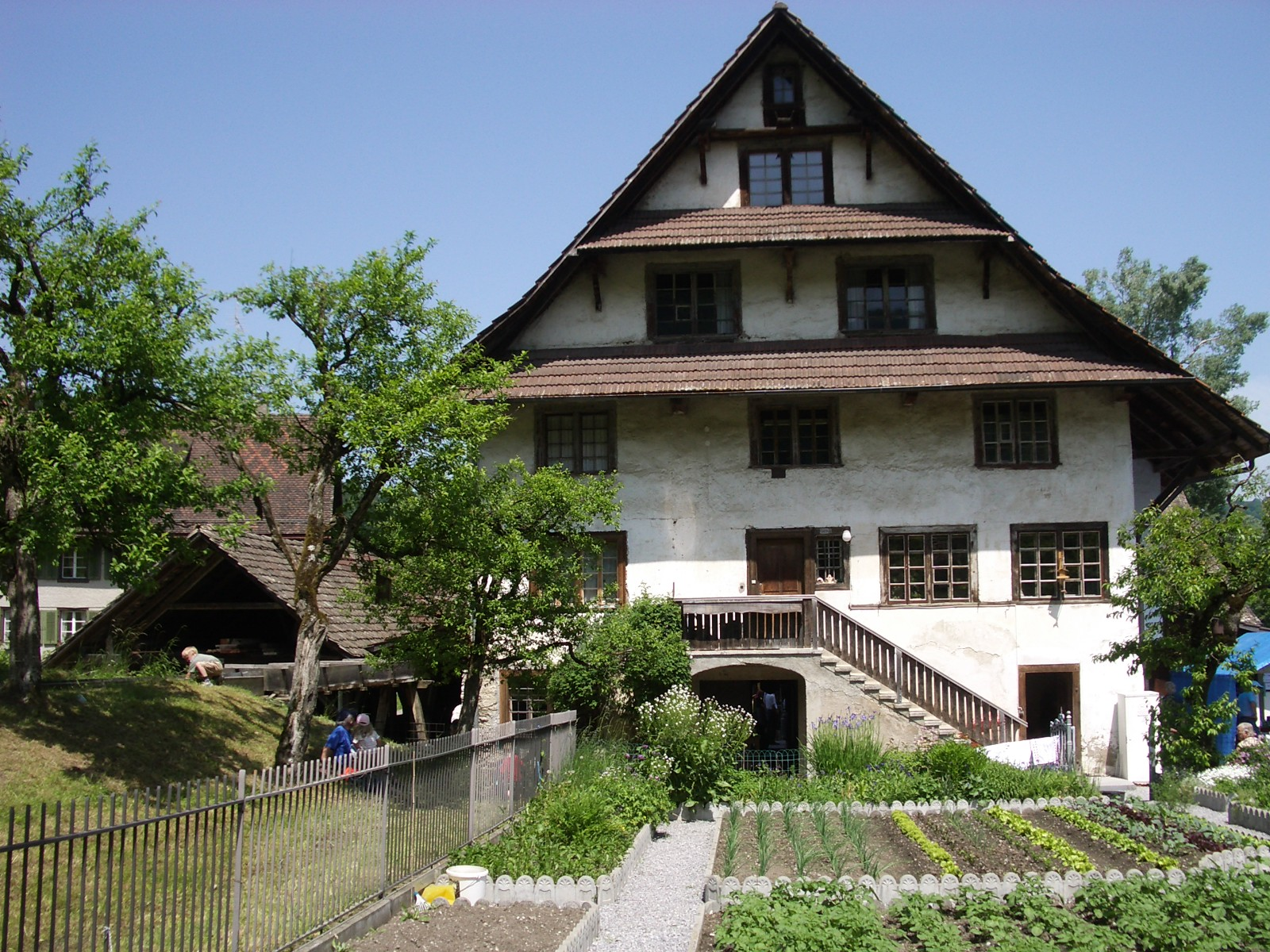
Alte Mühle im Weiler Aumüli

Der Üetliberg war Sitz der Freiherren von Sellenbüren, die das Kloster St. Blasien im 10. Jahrhundert mit Gütern und Höfen in Stallikon reich dotiert haben sollen. Heinrich von Sellenbüren beschenkte Ende des 11. Jahrhunderts das Kloster Muri mit Ländereien, und Konrad liess im 12. Jahrhundert auf seinem eigenen Grund das Kloster Engelberg erbauen und vergabte ihm Güter. So verfügten die drei genannten Klöster über wesentliche Besitzungen im Stallikertal.
Die Vogtei Wettswil-Sellenbüren-Stallikon ging 1466 vom Kloster Engelberg an die Familie Effinger über und später an die Stadt Zürich. 1538 vereinigte Zürich die Vogtei mit der Obervogtei Bonstetten. Die Reformation trug dazu bei, dass die Bindung an Zürich immer enger wurde.
1968 wurde der rumäniendeutsche Immigrant Gerd Zikeli reformierter Pfarrer in Stallikon. Später flog er als Neonazi auf und wurde von allen kirchlichen Funktionen enthoben. 

## Wappen
Blasonierung:
In Blau ein geschweifter silberner Sparren
Den Entscheid für das heutige offizielle Gemeindewappen traf der Stalliker Gemeinderat 1931, um es vom Familienwappen der Effinger zu unterscheiden, welches einen Sparren im roten Feld zeigt.

## Bevölkerung
| Jahr | Einwohner |
| ---- | --------- |
| 1643 | 624 1     |
| 1772 | 983 1 2   |
| 1850 | 879       |
| 1900 | 579       |
| 1950 | 671       |
| 2000 | 2580      |
| 2005 | 2788      |
| 2010 | 3160      |
| 2015 | 3438      |
| 2020 | 3785      |
| 2022 | 3855      |

## Politik

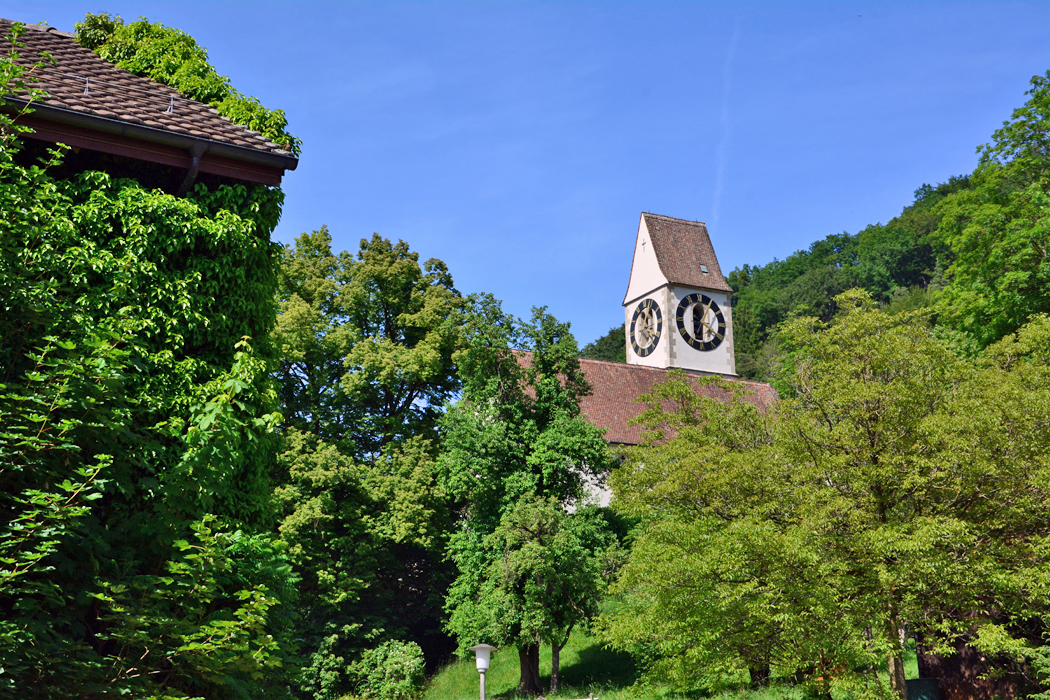
Dorfkirche

Seit dem 14. August 2023 ist Reto Bernhard Gemeindepräsident (parteilos). Dies nach dem Rücktritt im Mai 2023 von Valerie Battiston als Gemeindepräsidentin seit 2022 (als erste Frau überhaupt in diesem Amt). Vor ihr war seit dem 22. April 2014 der parteilose Werner Michel, Gemeindepräsident, 1. Vizepräsident Robert Sidler und 2. Vizepräsidentin Iris Geissbühler. Michel war der Nachfolger des langjährigen Gemeindepräsidenten Walter Ess. Stallikon gehört seit 2010 zu den fast vierzig Zürcher Gemeinden, die mit dem Zertifikat «QualiStar» qualifiziert sind, das vorbildliche Lehrbetriebe im Bereich der Berufsbildung erhalten. Stallikon ist die erste Gemeinde im Kanton Zürich, die ein neues elektronisches Verfahren zur Neuausstellung einer Identitätskarte anbietet.
Bei der Nationalratswahl 2019 erreichten die Parteien folgende Wähleranteile: SVP 35,62 %, glp 15,71 %, FDP 14,67 %, SP 14,30 %, Grüne 10,63 %, CVP 4,58 %, EVP 1,76 %, BDP 0,98 %, AL 0,52 % und andere (8) 1,24 %.
Die Wähleranteile bei der Nationalratswahl 2023: SVP 32,13 % (−3,48 %), SP 15,66 % (+1,36 %), FDP 14,80 % (+0,12 %), glp 14,45 % (−1,26 %), Die Mitte 10,26 % (+4,70 %), Grüne 7,01 % (−3,62 %), Aufrecht Zürich 1,59 %, EVP 1,41 % (−0,35 %), Mass-Voll! 0,83 %, andere (11) 1,85 %.

## Sehenswürdigkeiten

Luftbild (1966) von Werner Friedli

## Offizielles Publikationsorgan
Das Publikationsorgan Blickpunkt Stallikon, herausgegeben von der Gemeinde Stallikon, erscheint fünf bis sechsmal pro Jahr. Das Magazin hat eine Auflage von 1600 Exemplaren im Format A4 und wird von einer ortsansässigen Druckerei hergestellt.

## Persönlichkeiten
- Karl Henckell (1864–1929), Bürger von Stallikon seit 1890, Schriftsteller aus Hannover (Deutschland); jüngerer Bruder des Hero-Mitbegründers Gustav Henckell
- Ernst Studer (1931–2001), in Stallikon geboren, wuchs in Zürich auf und wirkte dort später als Architekt, ab 1962 zusammen mit seinem Bruder Gottlieb. Von 1981 bis 1996 war er ordentlicher Professor für Architektur an der ETH Zürich.
- Annette Hug, Schriftstellerin, wuchs in Stallikon auf.